# محمد فتحي البرادعي
محمد فتحي عبد العزيز البرادعي (1951 -) هو وزير وزارة الإسكان والمرافق والمجتمعات العمرانية في مصر، منذ 31 يناير 2011، تولى منصب محافظ محافظة دمياط، ولد في قرية أبيار من قرى مركز كفر الزيات، هو دكتور بكلية الهندسة جامعة عين شمس، كان عضوًا بمجلس الشعب المصري في الفترة من ( 1995 - 2000) عين كمحافظ لدمياط سنة 2004.